# 幸福寺
幸福寺（こうふくじ）は、三重県度会郡玉城町にある寺院。山号は大佛山。本尊は地蔵菩薩。

## 歴史
1983年（昭和58年）11月19日に創建。開基は加藤貢。本尊は子どもを守る姿をした木造地蔵菩薩立像である。
幸福寺を開山したとされる俊乗坊重源は、平安時代に治承・寿永の乱で焼失した東大寺大仏殿を再建するために伊勢神宮に参詣し、その際に大仏山に留まって大仏尊像のひな形を作った人物と伝わっている。
また「伊勢紀行」では、歌僧・堯孝が1433年（永享5年）に大仏山を土大仏と称して重源上人の伝説を語り、「此の山は　わしの高ねか　更に又　遮那の姿を　仰きみるかな」と歌っていることから、大仏山は霊山として信仰されていた。　　　　　　　　　　　　　　　　　　　　　　　　　　　　　　　　　　　　　　　　　　　　　　　　　　　　　　　　　　　　　　　　　　　　　　　　　　　　　　　　　　　